# Masse zéro-carburant
La masse zéro-carburant (Zero-fuel weight - ZFW) d'un aéronef est la masse totale d'un avion à sec c'est-à-dire la masse de l'appareil incluant tous ses composants, moins la masse totale du carburant

## Exemple
Si un avion en vol à un poids de 5 000 kg et que le poids du carburant à bord est de 500 kg, la ZFW est de 4 500 kg. Après consommation de 100 kg de carburant, le poids total de l'avion est de 4 900 kg, le poids du carburant étant de 400 kg et la ZFW reste inchangée à 4 500 kg.
Au fur et à mesure de la progression du vol et de la consommation de carburant, la masse totale de l'avion diminue, mais la ZFW reste constante (sauf si une partie de la charge, comme les parachutistes ou les provisions, est larguée en vol).

## Poids maximal sans carburant dans les opérations aériennes
Lorsqu'un avion est chargé d'un équipage, de passagers, de bagages et de fret, il est essentiel de s'assurer que la ZFW ne dépasse pas la MZFW ( La masse maximale d'un aéronef avant le chargement du carburant). Lorsqu'un avion est chargé de carburant, il est essentiel de s'assurer que la masse au décollage ne dépasse pas la masse maximale autorisée au décollage.
MZFWLa masse maximale d'un aéronef avant le chargement du carburant.
{\displaystyle ZFW+FOB=TOW}
Pour tout aéronef doté d'une MZFW définie, la charge utile maximale ({\displaystyle PL_{max}}) peut être calculé comme le MZFW moins le OEW (poids opérationnel à vide).
{\displaystyle PL_{max}=MZFW-OEW}

### Masse maximale sans carburant dans la certification
La masse maximale sans carburant est un paramètre important pour démontrer la conformité aux critères de conception anti-turbulences des avions de la catégorie transport.